# Föderale Fernstraßenagentur

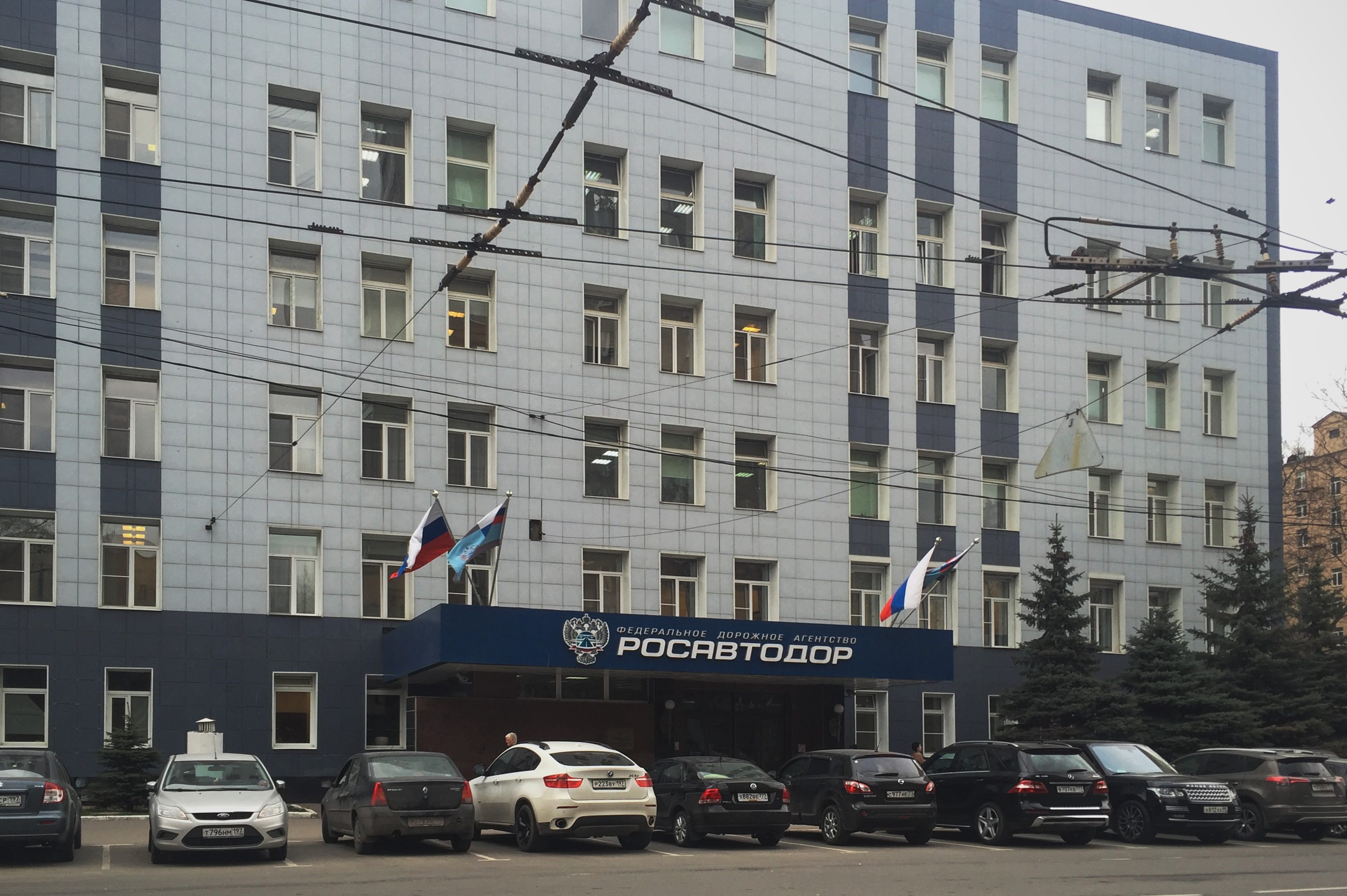
Hauptsitz von Rosawtodor in Moskau, Russland

Die Föderale Fernstraßenagentur (russisch: Федеральное дорожное агентство, allgemein als Rosawtodor bezeichnet) ist der Staatliche Betreiber für die Föderalen Fernstraßen in Russland. Sie wurde am 9. März 2004 gegründet und untersteht dem russischen Verkehrsministerium.

## Zuständigkeit
Rosawtodor ist zuständig für das Föderale Fernstraßennetz Russlands mit einer Länge von 51.800 km (Stand 2017) das hauptsächlich aus Autobahnen, Schnellstraßen, autobahnähnliche Straßen und Landstraßen besteht. Dabei vergibt und verwaltet Rosawtodor die Mittel aus dem föderalen Haushalt für den Bau, die Entwicklung und den Betrieb der Fernstraßen. Der Behördenleiter von Rosawtodor wird von der russischen Regierung auf Vorschlag des Verkehrsministers der Russischen Föderation ernannt oder entlassen.

## Abzeichen für Mitarbeiter
Die Mitarbeiter von Rosawtodor tragen Abzeichen für den öffentlichen Dienst, die den militärischen Dienstgraden entsprechen. Die Dienstgrade sind in Artikel 11 des Föderalen Gesetzes vom 7. Juli 2004 für den öffentlichen Dienst der Russischen Föderation und im Erlass des Präsidenten der Russischen Föderation vom 9. Juni 2006 festgelegt. Ebenso tragen die Mitarbeiter von Rosawtodor einheitliche Uniformen mit Abzeichen, die durch Verordnung des Verkehrsministeriums der Russischen Föderation „Über Uniformen und Abzeichen der Mitarbeiter der Föderalen Straßenbaubehörde“ vom 1. Februar 2017 festgelegt wurde.
| Abzeichen für Mitarbeiter bei Rosawtodor | Abzeichen für Mitarbeiter bei Rosawtodor | Abzeichen für Mitarbeiter bei Rosawtodor | Abzeichen für Mitarbeiter bei Rosawtodor | Abzeichen für Mitarbeiter bei Rosawtodor | Abzeichen für Mitarbeiter bei Rosawtodor | Abzeichen für Mitarbeiter bei Rosawtodor |
| Behördenleiter                           | Wirklicher Staatsrat 1. Klasse           | Wirklicher Staatsrat 2. Klasse           | Wirklicher Staatsrat 3. Klasse           | Staatrat 1. Klasse                       | Staatrat 2. Klasse                       | Staatrat 3. Klasse                       |
| ---------------------------------------- | ---------------------------------------- | ---------------------------------------- | ---------------------------------------- | ---------------------------------------- | ---------------------------------------- | ---------------------------------------- |
|                                          |                                          |                                          |                                          |                                          |                                          |                                          |

| Abzeichen für Mitarbeiter bei Rosawtodor | Abzeichen für Mitarbeiter bei Rosawtodor | Abzeichen für Mitarbeiter bei Rosawtodor | Abzeichen für Mitarbeiter bei Rosawtodor | Abzeichen für Mitarbeiter bei Rosawtodor | Abzeichen für Mitarbeiter bei Rosawtodor | Abzeichen für Mitarbeiter bei Rosawtodor | Abzeichen für Mitarbeiter bei Rosawtodor | Abzeichen für Mitarbeiter bei Rosawtodor |
| Rat 1. Klasse                            | Rat 2. Klasse                            | Rat 3. Klasse                            | Referent 1. Klasse                       | Referent 2. Klasse                       | Referent 3. Klasse                       | Sekretär 1. Klasse                       | Sekretär 2. Klasse                       | Sekretär 3. Klasse                       |
| ---------------------------------------- | ---------------------------------------- | ---------------------------------------- | ---------------------------------------- | ---------------------------------------- | ---------------------------------------- | ---------------------------------------- | ---------------------------------------- | ---------------------------------------- |
|                                          |                                          |                                          |                                          |                                          |                                          |                                          |                                          |                                          |